# Jolencia
Jolencia ist eine Ortschaft im Departamento Chuquisaca im südamerikanischen Anden-Staat Bolivien.

## Lage im Nahraum
Jolencia ist drittgrößter Ort des Municipios Incahuasi in der Provinz Nor Cinti und liegt auf einer Höhe von 2977 m in unmittelbarer Nähe des Beckens von Culpina, einem abflusslosen Becken mit dem Salzsees Salar de Culpina im südwestlichen Teil. Jolencia liegt am linken, östlichen Ufer des Río Villa Charcas, der 34 Kilometer südlich von Incahuasi flussabwärts in den Río Pilaya mündet, einen rechten Nebenfluss des Río Pilcomayo.

## Geographie
Jolencia liegt in der Bergregion der Cordillera de Tajsara o Tarachaca im semi-ariden Übergangsgebiet zwischen den semi-humiden Bergwäldern der östlichen Gebirgsketten Boliviens und dem ariden Altiplano.
Die jährlichen Niederschläge schwanken zwischen 350 und 550 mm und treten vor allem in den Monaten von November bis März auf; die Wintermonate Mai bis August sind weitgehend niederschlagsfrei (siehe Klimadiagramm Culpina). Die Monatsdurchschnittstemperaturen liegen in dem Becken zwischen knapp 20 °C im Dezember und 5 bis 8 °C im Juni/Juli.

## Verkehrslage
Jolencia liegt in einer Entfernung von 439 Straßenkilometern südlich von Sucre, der Hauptstadt des Departamentos.
Von Sucre aus führt die asphaltierte Nationalstraße Ruta 5 in südwestlicher Richtung nach Potosí, der Hauptstadt des im Westen angrenzenden Departamentos. Von hier aus führt die Ruta 1 nach Süden und erreicht nach 183 Kilometern die Stadt Camargo. Weitere 19 Kilometer südlich von Camargo zweigt eine unbefestigte Landstraße in östlicher Richtung ab, überquert den Río Camblaya und überwindet auf den folgenden 47 Kilometern bis Culpina einen Höhenunterschied von 600 m. Östlich von Culpina zweigt dann eine Straße nach Nordosten ab und erreicht nach weiteren 21 Kilometern über Incahuasi die Ortschaft Jolencia.

## Bevölkerung
Die Einwohnerzahl der Ortschaft ist allein im vergangenen Jahrzehnt auf mehr als das Doppelte angestiegen:
| Jahr | Einwohner         | Quelle       |
| ---- | ----------------- | ------------ |
| 1992 | keine Detaildaten | Volkszählung |
| 2001 | 289               | Volkszählung |
| 2012 | 695               | Volkszählung |
| 2024 |                   | Volkszählung |